# 테이스티로드
《2016 테이스티로드》(그녀들의 주말스케줄, Tasty Road)는 김민정과 유라가 진행하는 맛집 탐방 프로그램이다. 올'리브에서 방송한다.

## 방송 내용

### 2014년
| 회차 | 방송일   | 주제                                       | 방문 지역                                                      | 게스트                 |
| ---- | -------- | ------------------------------------------ | -------------------------------------------------------------- | ---------------------- |
| 1    | 1월 11일 | 너 이름이 뭐니?                            |                                                                |                        |
| 2    | 1월 18일 | 응답하라 복고푸드!                         |                                                                |                        |
| 3    | 1월 25일 | 뜨거운 여자, 한 뚝배기 하실래요?           |                                                                |                        |
| 4    | 2월 8일  | 당신이 몰랐던 외국인 손맛!                 |                                                                |                        |
| 5    | 2월 14일 | 그곳에 가면 남자가 있다!                   |                                                                |                        |
| 6    | 2월 21일 | 누려~ 고퀄리티 무한리필 맛집               |                                                                |                        |
| 7    | 2월 28일 | 여자 메뉴 빅매치 “빵 vs 떡볶이”            |                                                                |                        |
| 8    | 3월 7일  | 골목에서 찾은 삼청 女지도                  |                                                                |                        |
| 9    | 3월 14일 | 밥 도둑을 잡아라                           |                                                                |                        |
| 10   | 3월 21일 | 돼지고기 커플 찾기                         |                                                                | 김현우, 김태현(딕펑스) |
| 11   | 3월 28일 | 술을 부르는 무적의 파트너                  |                                                                |                        |
| 12   | 4월 4일  | 블록버스터 통 요리                         |                                                                |                        |
| 13   | 4월 11일 | 서울 재래시장 맛 투어                      |                                                                |                        |
| 14   | 4월 25일 | 봉인해제, 마성의 소스                      |                                                                |                        |
| 15   | 5월 2일  | 봄나들이! 자전거 먹방 로드                 |                                                                | 미란다 커              |
| 16   | 5월 9일  | 테로 관광! 전국팔도 음식                   |                                                                |                        |
| 17   | 5월 16일 | 먹방 드라이브 - 서울을 떠나 근교로         |                                                                |                        |
| 18   | 5월 23일 | 우리 동네 맛 집을 소개합니다! 청담 VS 분당 |                                                                |                        |
| 19   | 5월 30일 | SNS먹방 뉴스타 맛집 - MAMMA 시상식         |                                                                |                        |
| 20   | 6월 6일  | 여성취향 저격 테로보감                     |                                                                |                        |
| 21   | 6월 13일 | 2014 테로 고시, 최고의 맛을 찾아라         |                                                                |                        |
| 22   | 6월 21일 | 그 닭이 알고싶닭                           |                                                                |                        |
| 23   | 6월 28일 | 핫플레이스 3파전 - 신상맛집                |                                                                |                        |
| 24   | 7월 5일  | 테로제작진 강력추천 맛집                   |                                                                |                        |
| 25   | 7월 12일 | 성은이가 제안하는 즉흥 바캉스              |                                                                |                        |
| 26   | 7월 19일 | 수진's pick! 양양 서핑 먹방 로드!          | 강원도 양양군                                                  |                        |
| 27   | 7월 26일 | 테로 해외바캉스 패키지!                    |                                                                |                        |
| 28   | 8월 2일  | 여대앞 맛집 4대천왕!                       | 이화여자대학교, 숙명여자대학교, 동덕여자대학교, 성신여자대학교 |                        |